# جری آدیر
جری آدیر (انگلیسی: Jerry Adair; ۱۷ دسامبر ۱۹۳۶ – ۳۱ مهٔ ۱۹۸۷) بازیکن بیس‌بال اهل ایالات متحده آمریکا بود.
از باشگاه‌هایی که در آن بازی کرده‌است، می‌توان به بوستون رد ساکس اشاره کرد.